# Patereccio erpetico
Un patereccio erpetico, detto comunemente giradito, è una lesione su un dito causata dal virus herpes simplex. Si tratta di una dolorosa infezione che colpisce in genere le dita, e con maggiore frequenza il pollice o l'indice. Occasionalmente l'infezione si verifica sulle dita o sulla cuticola delle unghie.

## Eziologia
Il patereccio erpetico può essere causato da infezione da HSV tipo 1 o HSV tipo 2.
Il patereccio erpetico da HSV tipo 1 è contratto spesso da operatori sanitari che vengono a contatto con il virus. È facilmente contratta da quei lavoratori che si occupano di denti (dentisti, assistenti di poltrona) e in generale da ogni operatore sanitario esposto alle secrezioni orali: il virus penetra attraverso una ferita o un'abrasione cutanea. È anche spesso osservabile nei bambini con infezione da HSV tipo 1 orale, che mantengono l'abitudine di succhiarsi il pollice: si tratta quindi di una forma di autoinoculazione, prima che si verifichi una sieroconversione.
Negli adulti la lesione può verificarsi a seguito del contatto con genitali infetti da HSV tipo 2. La prevalenza nell'adulto incrementa con l'aumento dell'attività sessuale. Nelle prostitute vi sarebbero percentuali che raggiungono l'80%.

## Patogenesi
La superficie mucosa o di cute abrasa può comportare l'esposizione e l'inizio della replicazione virale all'interno delle cellule localizzate nel derma e nell'epidermide. La replicazione virale comporta l'interessamento e l'infezione delle terminazioni nervose sensoriali e autonome, anche in assenza di lesioni clinicamente evidenti.
Il virus migra quindi per via assonale fino ai gangli nervosi. Non è noto quale sia l'intervallo di tempo che intercorre fra l'inoculazione del virus in periferia e la successiva diffusione con interessamento dei gangli.

## Clinica

### Segni e sintomi
I sintomi del patereccio erpetico includono gonfiore, arrossamento e dolorabilità della pelle del dito infetto. Normalmente viene interessato il polpastrello distale, coinvolto centralmente, oppure lateralmente o apicalmente.
La diffusione dell'infezione trova una limitazione naturale data dalla presenza di setti tra gli spazi del polpastrello. L'impossibilità del propagarsi dell'infezione e del materiale purulento ad essa associato causa la formazione di un ascesso, il quale crea pressione e necrosi che coinvolge i tessuti adiacenti.
Nei casi più gravi il processo flogistico può coinvolgere le strutture prossime, quali l'articolazione, i tendini flessori e la stessa falange ossea sottostante: tutte queste potenzialmente possono diventare infette causando al paziente un dolore lancinante e pulsante. Il polpastrello sofferente diventa estremamente tumefatto.
Oltre all'infezione locale possono anche verificarsi febbre e linfoadenopatia (gonfiore dei linfonodi).
Inizialmente si nota il formarsi di piccole vescicole chiare, singole e ben delimitate. In una fase successiva le lesioni vescicolari si fondono tra di loro e tendono a diffondere.
Le lesioni sono estremamente dolorose e, ad un osservatore esterno, il dolore associato all'infezione spesso sembra sproporzionato rispetto all'entità della stessa. La lesione tende a guarire in breve tempo, nella gran parte dei casi entro due o massimo tre settimane. In alcuni soggetti possono verificarsi delle recrudescenze e recidive (con una frequenza stimata fra il 20% ed il 50%), generalmente caratterizzate da una sintomatologia più sfumata e di durata più breve.

### Diagnosi
La diagnosi della condizione è sostanzialmente clinica. Si deve tenere presente che una volta che le vescicole del patereccio si sono rotte, ulcerate ed evolute in fase crostosa, la diagnosi differenziale con la paronichia batterica può essere molto ardua.
Nei casi dubbi si può ricorrere ad un test di Tzanck (ovvero uno striscio di materiale cellulare che viene prelevato dal medico di laboratorio sul fondo e sulle pareti della vescicola, e successivamente sottoposto a colorazione con soluzione di Wright o di Giemsa), oppure alla coltura del materiale prelevato dalla lesione.

## Terapia
Il patereccio erpetico è una patologia autolimitante, di durata generalmente inferiore ai 21 giorni. Ciò nonostante il disturbo può essere estremamente doloroso, per cui il trattamento è spesso diretto a dare un sollievo di tipo sintomatico.
Il trattamento medico comprende, nei casi più gravi, l'utilizzo di aciclovir: nell'infezione primaria, l'applicazione di una pomata contenente aciclovir al 5% è utile nel ridurre la durata della sintomatologia e la diffusione virale. Acyclovir assunto per via orale, al dosaggio di 800 mg due volte al giorno, al primo manifestarsi dei sintomi, può prevenire il verificarsi di recidive e recrudescenze.
Similmente anche altri antivirali, come ad esempio famciclovir o valaciclovir, si sono dimostrati efficaci nell'accorciare le manifestazioni cliniche del disturbo.
L'inizio di una adeguata antibioticoterapia con un betalattamico ad ampio spettro (ad esempio amoxicillina clavulanato) oppure una cefalosporina (ad esempio cefixima) è riservato a quei casi che sono complicati da una importante sovrainfezione batterica.
Il trattamento chirurgico comprende invece l'incisione (anche del letto ungueale, quando interessato), avendo cura di dividere opportunamente i setti fibrosi, con evacuazione e drenaggio del materiale purulento. Incisioni più profonde ed interventi chirurgici più importanti sono invece generalmente controindicati, in quanto sembrano non accorciare i tempi di guarigione (quando addirittura non comportano risoluzioni più differite nel tempo) e facilitano il diffondersi dell'infezione virale o della superinfezione batterica, così come eventuali complicanze, ad esempio l'encefalite erpetica.